# Ruch-2 Lwów
Ruch-2 Lwów (ukr. Футбольний клуб «Рух-2» (Львів), Futbolnyj Kłub "Ruch-2" (Lwiw)) – filialna drużyna ukraińskiego klubu piłkarskiego Ruch Lwów z siedzibą w mieście Lwów, na zachodzie kraju, grająca w latach 2023–2025 w Druhiej-lidze.

## Historia
Chronologia nazw:
- 2021: Ruch-2 Lwów (ukr. ФК «Рух-2» (Львів))
- 2025: klub rozwiązano

Druga drużyna piłkarska Ruch-2 została założona we Lwowie jako drużyna rezerw klubu Ruch Lwów w strukturze klubu latem 2021 roku. Pierwszym trenerem drużyny został szef Ruchu U-19, Witalij Ponomariow. Drużyna rezerw brała udział w mistrzostwach obwodu lwowskiego, zajmując 11.miejsce w tabeli końcowej Premier-lihi obwodu lwowskiego 2021. Sezon 2022 został przerwany z powodu inwazji Rosji. W mistrzostwach obwodowych zespół zajął 6.miejsce wśród 16 uczestników, grając jako drużyna złożona głównie z zawodników urodzonych w latach 2005-2006. Wiosną 2023 roku zespół rozpoczął swój trzeci sezon w mistrzostwach obwodu lwowskiego, zajmując po pierwszej rundzie przedostatnie 6.miejsce w podgrupie „A” Premier-lihi. Latem 2023 roku klub zgłosił się do rozgrywek Drugiej ligi (D3) i otrzymał status profesjonalny. W sezonie 2023/24 zespół debiutował w rozgrywkach profesjonalnych, zajmując 9.miejsce wśród 15 drużyn Druhiej Lihi.
Po zakończeniu sezonu 2024/25, drużyna zajęła drugie miejsce w grupie „A”, przegrywając jedynie z Probijem z Horodenki i uzyskała prawo do udziału w meczach barażowych o trzecie miejsce i awans do Pierwszej ligi. 17 maja 2025 roku, tuż po ostatnim meczu sezonu zasadniczego, zarząd „Ruchu” ogłosił zamknięcie projektu „Ruch-2” i rezygnację klubu z udziału w barażach.

## Barwy klubowe, strój, herb, hymn
|  |  |

Klub ma barwy żółto-czarne. Piłkarze domowe spotkania zazwyczaj grają w żółtych koszulkach, żółtych spodenkach oraz żółtych getrach.

## Sukcesy

### Trofea międzynarodowe
Do chwili obecnej klub jeszcze nigdy nie zakwalifikował się do rozgrywek europejskich.

### Trofea krajowe
| \| \| Zdobyte trofea w rozgrywkach Ukrainy (stan na: 31-05-2025) \| |                                                            |      |          |
| Rozgrywki                                                           | Osiągnięcie                                                | Razy | Sezon(y) |
| · Mistrzostwo                                                       | I miejsce                                                  | 0    |          |
| · Mistrzostwo                                                       | II miejsce                                                 | 0    |          |
| · Mistrzostwo                                                       | III miejsce                                                | 0    |          |
| II liga                                                             | I miejsce                                                  | 0    |          |
| II liga                                                             | II miejsce                                                 | 0    |          |
| II liga                                                             | III miejsce                                                | 0    |          |
| Ukraina                                                             | Zdobyte trofea w rozgrywkach Ukrainy (stan na: 31-05-2025) |      |          |

- Druha liha (D3):
  - wicemistrz (1x): 2024/25 (gr.A)

## Poszczególne sezony

### Rozgrywki międzynarodowe

#### Europejskie puchary
Nie uczestniczył w rozgrywkach europejskich.

### Rozgrywki krajowe
| \| Ukraina \| Bilans występów klubu w rozgrywkach piłkarskich Ukrainy (Stan na 31 maja 2025 r.) \| \| |                                                                                   |        |       |   |   |   |    |    |     |           |        |        |      |
| Poziom                                                                                                | Rozgrywki                                                                         | Sezony | Mecze | Z | R | P | B+ | B– | Pkt | Lata      | Awanse | Spadki | Naj. |
| I | Wyszcza liha / Premier-liha                                                       | 0      |       |   |   |   |    |    |     |           | 0      | 0      |      |
| II | Persza liha                                                                       | 0      |       |   |   |   |    |    |     |           |        |        |      |
| III                                                                                                   | Druha liha                                                                        | 2      |       |   |   |   |    |    |     | 2023–2025 | 0      | 0      | 2    |
| IV | Amatorska liha                                                                    | 0      |       |   |   |   |    |    |     |           | 0      | 0      |      |
| | Puchar Ukrainy                                                                    | 0      |       |   |   |   |    |    |     |           | 0      | 0      |      |
| Ukraina                                                                                               | Bilans występów klubu w rozgrywkach piłkarskich Ukrainy (Stan na 31 maja 2025 r.) |        |       |   |   |   |    |    |     |           |        |        |      |

## Piłkarze, trenerzy, prezydenci i właściciele klubu

### Piłkarze

#### Aktualny skład zespołu
Klub ma wspólną listę zawodników na sezon z pierwszą drużyną Ruchu Lwów.

### Trenerzy
- 07.2021–03.2023:  Witalij Ponomariow
- 03.2023–07.2023:  Mychajło Diaczuk-Stawycki
- 08.2023–06.2024:  Wołodymyr Bezzubjak
- 06.2024–05.2025:  Iwan Fedyk

## Struktura klubu

### Stadion
Drużyna rozgrywa swoje mecze domowe we Lwowie na stadionie im. Bohdana Markewycza, który może pomieścić 900 widzów.

## Kibice i rywalizacja z innymi klubami

### Derby
- Karpaty-2 Lwów